# Crise bancaire japonaise de 1997
La crise bancaire japonaise de 1997 est une crise bancaire qui a eu lieu au Japon entre 1997 et 1998 et a contribué à la décennie perdue. Elle tire sa cause dans un effet de contagion inter-bancaire. Elle est un moment pivot de l'histoire économique du Japon.

## Contexte

### Une situation économique dégradée
Le Japon entre dans les années 1990 avec l'explosion de la bulle immobilière qui avait fait exploser les prix immobiliers, notamment dans les villes. La frustration des électeurs, qui devaient s'éloigner des centres-villes, avait conduit le gouvernement à faire exploser la bulle en mettant en place une politique d'augmentation de son taux d'intérêt (de 2,5 à 6% entre 1989 et 1990), ainsi qu'un plafond sur les sommes que les banques peuvent prêter. L'explosion de la bulle fait s'écrouler le prix de l'immobilier et ainsi la richesse japonaise. Commence la période dite de la « décennie perdue (失われた10年, ushinawareta jūnen) ou fin du XXe siècle ».
En 1995, le Japon connaît un premier problème lié aux banques avec les Jyusen. Ces institutions étaient des branches des banques japonaises, qui étaient chargées d'étendre les prêts immobiliers à toute la population, afin d'aller dans le sens de la politique gouvernementale qui voulait que chaque japonais soit propriétaire. Les Jyusen n'étaient pas des banques : elles empruntaient à des banques, et ensuite prêtaient à des acheteurs.
Seulement, avec la fin de la bulle immobilière et la chute des prix, les emprunts commencent à ne plus pouvoir être remboursés. Les emprunts contractés par des Japonais auprès des Jyusen pèsent environ 13 billions de yens - soit 13,000 milliards - en 1995, dont 6,41 de pertes cette année-là. Les Jyusen font donc défaut auprès des entreprises qui les finançaient, à savoir les banques, ainsi et les institutions de dépôts associées à la Coopération Agricole du Japon (entre 40 et 50% du financement).
En 1996, la Diète vote la Loi sur la liquidation des Jyusen, qui les dissout. Leurs actifs sont vendus à une nouvelle branche de la Deposit Insurance Corporation of Japan (DICJ). Le gouvernement coordonne un effacement partiel de la dette des Jyusen envers leurs anciens fournisseurs, ce qui cause des pertes lourdes aux banques. Le gouvernement finance lui-même une partie des pertes des Jyusen en finançant la DICJ, à hauteur de 10% ; le gros des pertes (54%) est financé par les banques-mères auxquelles les Jyusen appartenaient.

### Une amélioration structurelle
Apprenant des erreurs des Jyusen, des réformes légales sont réalisées à partir de 1996. Des procédures sont mises en place afin de résoudre les problèmes liés aux banques et aux crédits. À partir de 1996, la DICJ obtient un mandat de cinq ans pour racheter des actifs des banques qui avaient fait défaut. La Resolution and Collection Bank est créée pour reprendre les crédits sur lesquels les établissements de crédits avaient fait défaut. Ces réformes avaient pour objectif de garantir au maximum aux épargnants leurs dépôts et leurs emprunts. Les nouvelles lois facilitent la fusion entre des banques robustes en bonne santé et des banques en perte de vitesse ou proches de la banqueroute.
La résolution du problème des Jyusen et les réformes bancaires permettent une amélioration de la croissance japonaise, qui augmente réellement pour la première fois depuis 1990. Toutefois, le gouvernement n'a pas profité de cette crise pour voter de loi lui permettant de soutenir de manière directe les institutions bancaires ou financières en faillite.

## Choc initial et première contagion

### La chute de Sanyo Securities
L'élément déclencheur de la crise est la chute de Sanyo Securities le 3 novembre 1997. Cette société d'investissement de taille moyenne déclare la banqueroute en fin d'année afin de restructurer sa dette. La branche Securities est d'autant plus fragile que la maison-mère, Sanyo Finance, accumulait les pertes à cause de ses emprunts immobiliers depuis l'explosion de la bulle. Le Ministère des Finances ne réussit pas à convaincre les autres institutions financières de fusionner avec Sanyo Securities afin de la sauver ; la loi ne permettait pas non plus au gouvernement, à ce moment-là, de racheter lui-même la filiale afin de servir de coussin amortisseur.
En plus de cela, Sanyo Securities fait également défaut le lendemain sur ses 1 milliard de yens de prêts d'appel (call loans, c'est-à-dire des emprunts à court-terme que se font les banques entre elles) auprès des autres institutions financières, pour la première fois dans l'histoire financière du Japon de l'après-guerre. Ces prêts sont généralement peu risqués, mais ils deviennent soudainement dangereux. Les institutions bancaires et financières comprennent que le gouvernement ne les sauvera pas si elles chutent à leur tour ; la banque centrale, au même moment, refuse de prêter à Sanyo Securities pour que celle-ci assure le remboursement de ses prêts d'appel, en vertu d'une loi lui interdisant de financer des institutions financières non-solvables. La machine financière se crispe et les institutions cessent de se prêter entre elles.

### La première contagion
Le phénomène de contagion commence lorsque la Hokkaido Takushoku Ginko et Yamaichi Securities s'effondrent quelques jours plus tard.
La banque d'Hokkaido était une banque de ville. Or, ces types de banques avaient été les plus fortement touchées par la désintermédiation financière dans les années 1980. Elle avait contracté beaucoup de prêts immobiliers et avait connu des pertes depuis l'explosion de la bulle. En plus de cela, cette banque avait souffert d'une hausse de retraits de dépôts à la suite de sa fusion ratée avec la Hokkaido Bank un mois plus tôt. Après la chute de Sanyo Securities, les prêts d'appel entre les banques s'étaient raréfié, et la Hokkaido Takushoku Ginko ne pouvait plus avoir les fonds nécessaires quotidiennement pour survivre.
Yamaichi Securities, elle, était la quatrième banque d'investissement du Japon. Le 6 octobre, Yamaichi Securities avait révélé à la Banque Fuji (qui était le principal fournisseur de services bancaires à Yamaichi) qu'elle avait des pertes qui n'étaient pas inscrites dans son bilan. La Banque Fuji avait alors refusé de soutenir Yamaichi financièrement. Yamaichi avait d'autant plus besoin de financement qu'elle avait promis de rembourser ses clients s'ils faisaient des pertes sur les marchés boursiers — une stratégie marketing vite intenable.

## Réponses politiques et poursuite de la contagion

### Premières mesures
Le Ministère des Finances prend la situation en main en se posant comme arbitre et incitateur au niveau des institutions bancaires et financières. Le 17 novembre, la Hokkaido Takushoku Bank est divisée en deux et vendues à deux autres banques en bonne santé, la Hokuyo Bank et la Chuo Trust Bank. Le ministère réussit à convaincre ces deux banques de reprendre les clients de la Hokkaido Takushoku Bank, grâce à des subsides d'État à travers la DICJ. Celle-ci verse 1,7 trillion de yens aux deux banques gratuitement, et paie 1,6 trillion de yens pour racheter les emprunts non-performants, c'est-à-dire les moins sûrs, de l'ancienne banque. L'intervention de l'État dans la résolution de la situation fait respirer les marchés japonais, qui pensent l'épreuve finie ; l'indice Nikkei s'envole de 1 200 points (+8%) le jour suivant.
La Banque du Japon étend son prêt à Yamaichi Securities afin que celle-ci puisse rembourser ses dus pendant la phase de liquidation. La liquidation s'achève en 2005.
Le 5 décembre 1997, le ministère des Finances annonce garantir tous les dépôts bancaires et les débentures (les emprunts contractés sans collatéraux) jusqu'à mars 2001. La mesure avait pour objectif d'éviter une panique bancaire en garantissant les dépôts. Le gouvernement augmente son financement de la DICJ afin qu'elle puisse répondre rapidement si elle doit être mobilisée.
Le 16 février 1998, la Diète fait voter deux lois. La première autorise le gouvernement à donner 10 trillions de yens à la DICJ sous forme d'obligations du Trésor (les JGB, Japanese Government Bonds) ; la seconde autorise le gouvernement à garantir jusqu'à 12 trillions de yens d'actifs de la DICJ si celle-ci empruntait à la Banque centrale et auprès de banques privées. L'objectif de ces lois est de garantir les dépôts des épargnants auprès des banques à une hauteur de 17 trillions de yens, et de racheter les actifs des banques survivantes à hauteur de 13 trillions de yens. La logique du gouvernement était que les actifs d'une banque permettent de rembourser les dettes, même si la banque en question subit des pertes. Cette politique permet de stabiliser les banques survivantes.
Les banques commerciales ont donc vendu des actifs à la DICJ en échange de liquidité. Nonobstant ces flux de liquidités, l'opération est considérée a posterio comme un échec car la valeur totale de la monnaie injectée dans ces banques n'est que d'1,8 trillion de yens. Les banques commerciales rechignaient à demander plus de financement que les autres banques, craignant que leurs épargnants les pensent en difficulté.

### Une contagion non endiguée
Les mesures mises en place ne suffisent pas à bloquer le mouvement de contagion. La deuxième vague commence durant la deuxième moitié de l'année 1998. Cette année est marquée par la faillite de la Long-Term Credit Bank of Japan ainsi que de la Nippon Credit Bank (aujourd'hui Shinsei Bank). Ces deux banques font faillite car elles ne réussissaient plus à vendre leurs actifs au niveau national ou international contre de la monnaie. Elles faisaient toutes deux partie des grandes banques de crédit à long terme du Japon. Or, ces banques étaient le plus affectées par la désintermédiation financière dans les années 1980.
Ces faillites incitent la Diète à légiférer à nouveau pour contenir cette nouvelle crise. L'État crée une filière de la DCIJ, appelée la Resolution and Collection Corporation (RCC), en fusionnant une agence étatique qui avait repris les actifs des Jyusen avec la RCB. La RCC est chargée de recevoir les remboursements des emprunteurs qui avaient contracté des créances douteuses. La DICJ est autorisée à reprendre en main une banque qui avait des soucis importants avant qu'elle ne fasse faillite, transférant ainsi ses créances douteuses à la RCC. L'État donne l'occasion aux banques commerciales de vendre leurs actifs à la DICJ en échange de monnaie, et ce jusqu'à 2001.
Ces deux lois ont des effets positifs. La DICJ nationalise la LTCB en octobre 1998, puis la NCB en décembre ; elle rachète 7,45 trillions de yens d'actifs à quinze grandes banques, notamment des banques de ville, en mars 1999. Après cela, il n'y a plus de grandes faillites au niveau des institutions financières du pays, car le gouvernement est désormais capable de reprendre des banques avant qu'elles ne fassent faillite, et parce que les grandes banques reçoivent des sommes de monnaie importante pour leurs actifs de la part du gouvernement.

## Conséquences

### Credit crunchet récession
La crise et ses réponses provoquent un credit crunch, c'est-à-dire un resserrement du crédit accordé aux individus et aux entreprises. Les recherches de Paul Krugman montrent un resserrement du crédit dès 1996, le climat des affaires ayant empiré.
Les banques ont constamment besoin de se financer entre elles, via le crédit interbancaire. En temps normal, une banque qui a besoin de monnaie un jour peut emprunter auprès d'une autre et lui rembourser quelque temps après. Ce processus est quotidien et ininterrompu. Seulement, la crise bancaire crée un climent de méfiance entre les banques. Une banque considérée comme peu sûre, à tort ou à raison, se voyait refuser ces prêts. Les banques ont donc, pour éviter d'avoir à emprunter entre elles et risquer de se voir refuser les prêts, commencé à réduire leurs crédits. Les nouveaux emprunts d'investissement (aux entreprises) chutent de 10 trillion de yens entre 1997 et 1999.

### Aggravation de la situation économique japonaise
Le resserrement du crédit participe à faire entrer l'économie japonaise en récession, prolongeant ainsi la décennie perdue,.
Le secteur bancaire japonais souffre d'une perte de confiance globale qui fait augmenter la prime de risque de 10 points de base, soit 0,3%,. Cela handicape le secteur bancaire japonais au niveau international et lui fait perdre en compétitivité.
Face aux risques d'une nouvelle crise bancaire, la Diète fait voter dans les années qui suivent de nouvelles lois permettant à la DICJ d'acheter des actions de banques afin de les soutenir financièrement (depuis 2004), puis, après la crise économique mondiale des années 2008 et suivantes, d'acheter des actions de compagnies d'assurances dans le cas où leur chute déstabiliserait le système financier.